# واقع‌بین
واقع‌بین (به انگلیسی: Down to Earth) فیلمی محصول سال ۲۰۰۱ و به کارگردانی کریس وایتز و پال وایتز است. در این فیلم بازیگرانی همچون کریس راک، رجینا کینگ، مارک ادی، یوجین لوی، فرانکی فیزن، گرگ گرمن، جنیفر کولیج، چاز پالمینتری، واندا سایکس و جان چو ایفای نقش کرده‌اند.